# Stazione di Antrodoco-Borgo Velino
Stazione di Antrodoco-Borgo Velino vasútállomás Olaszországban, mely Antrodoco és Borgo Velino településeket szolgálja ki.

## Vasútvonalak
Az állomást az alábbi vasútvonalak érintik:
- Terni–Sulmona-vasútvonal

## Kapcsolódó állomások
A vasútállomáshoz az alábbi állomások vannak a legközelebb:
- Stazione di Antrodoco Centro
- Stazione di Canetra